# Abbey Lincoln
Abbey Lincoln, geboren als Anna Marie Wooldridge, (Chicago, 6 augustus 1930 - aldaar, 14 augustus 2010) was een Amerikaanse jazz-zangeres, liedjesschrijfster en actrice.
Toen ze haar onafhankelijkheid als artiest bereikte, verbond ze zich met het Black Power Movement. Haar eerste muzikale bijdrage aan deze beweging was te vinden op het album We insist! Freedom now uit 1960. Op dit album werkte ze samen met haar toekomstige partner Max Roach en andere musici als Booker Little en Coleman Hawkins. Sinds dit album was ze onlosmakelijk verbonden met het strijden tegen discriminatie van de gekleurde bevolking van Amerika.
Ze zei beïnvloed te zijn door Billie Holiday.
Abbey Lincoln werd in 1969 genomineerd voor een Golden Globe Award voor haar rol in For Love of Ivy.
Lincoln was tot haar dood nog steeds actief in de muziekwereld en was regelmatig te vinden in de Blue Note in New York.

## Discografie
- Abbey Lincoln's Affair: A Story of a Girl in Love (1956)
- That's Him - (1957)
- It's Magic - (1958)
- Abbey Is Blue - (1959)
- Straight Ahead - (1961)
- People in Me - (1973)
- Painted Lady - Blue Marge 1003 (1980)
- Golden Lady - (1980)
- Talking to the Sun - (1983)
- Abbey Sings Billie, Vol. 1 & 2 - (1987)
- The World Is Falling Down - (1990)
- You Gotta Pay the Band - (1991)
- Devil's Got Your Tongue - (1992)
- When There is Love - (1992)
- A Turtle's Dream - 1994 - Verve
- Painted Lady (met Archie Shepp) - (1995)
- Who Used to Dance - (1996)
- Wholly Earth - (1999)
- Over the Years - (2000)
- It's Me - (2003)
- Abbey Sings Abbey - (2007)

## Filmografie
- The Girl Can't Help It (1956)
- Nothing But a Man (1964)
- For Love of Ivy (1968)
- Short Walk to Daylight (1972)
- Mo' Better Blues (1990)

- Biblioteca Nacional de España: XX1572988
- Bibliothèque nationale de France: cb138966614 (data)
- Gemeinsame Normdatei: 134445295
- International Standard Name Identifier: 0000 0003 6850 2691
- Library of Congress Control Number: n83071542
- Nationale Bibliotheek van Letland: 000070167
- MusicBrainz: ce8cbced-8719-47b9-b728-6024e8b19b15
- Nationale Bibliotheek van Tsjechië: ola2002158603
- Nationale Bibliotheek van Israël: 987007325284605171
- Nationale Bibliotheek van Polen: a0000002867990
- Nederlandse Thesaurus van Auteursnamen: 099422123
- Istituto Centrale per il Catalogo Unico: UBOV515032
- SNAC: w6n61p7k
- Système universitaire de documentation: 070957878
- Virtual International Authority File: 84971533
- WorldCat: E39PBJtX7PVwPrCyrgq3TXMByd